# مجموعة شقيقة

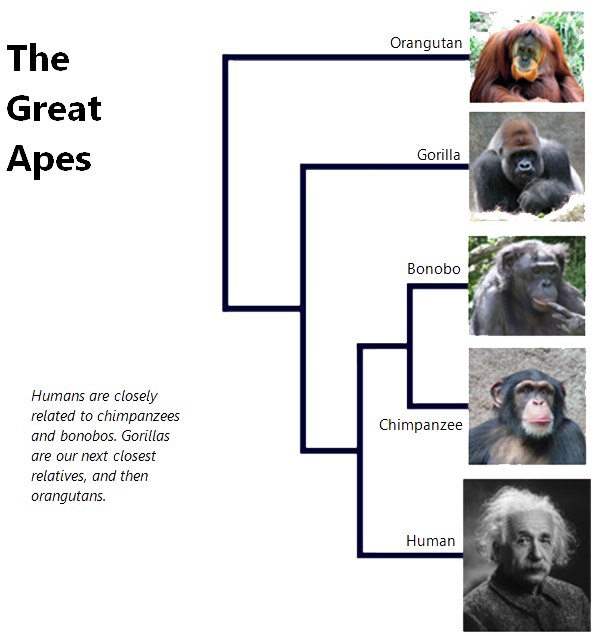

مجموعة شقيقة أو أصنوفة شقيقة (بالإنجليزية: sister group)‏ هو مصطلح في علم الوراثة العرقي يدل على أقرب الأقارب لوحدة ما في شجرة التطور  يتضح المصطلح بشكل يسير بواسطة مخطط النسل: كل واحدة من A وB وC عبارة عن أصنوفة
|  | \| \| A \| \| \| \| \| \| B \| \| \| \| |
|  |                                         |
|  | C                                       |
|  |                                         |
|  | A                                       |
|  |                                         |
|  | B                                       |
|  |                                         |

|  | A |
|  |   |
|  | B |
|  |   |

المجموعة الشقيقة لـ A هي B وبالعكس المجموعة الشقيقة لـ B هي A. المجموعتين A وB معا وكل الذريات المتحدرة من أحدث سلف مشترك لهما يشكلون الفرع الحيوي AB، المجموعة الشقيقة للفرع الحيوي AB هي C.
الفرع الحيوي ABC بأكمله عبارة عن شجرة فرعية من شجرة أكبر، والتي تحتوي على المزيد من المجموعات الشقيقة في تفرعاتها ذات الصلة ببعضها لكنها مُزالة من العقد الطرفية، مثل A وB وC.
في معايير التصنيف التفرعي يمكن أن تمثل A وB وC نماذجا أو أنواعا أو مجموعات أصانيف. في حالة ما كانت تمثل أنواعا فإن المصطلح «نوع شقيق» يمكن أن يستخدم أحيانا.
يُستخدم المصطلح «مجموعة شقيقة» في اختبارات علم الوراثة العرقي، ولا تُعتبَر المجموعات أنها شقيقة سوى حين يتم تحديدها في الاختبارات. من الأمثلة على ذلك الطيور، التي تعتبر التمساحيات في العادة مجموعتها الشقيقة، لكن ذلك صحيح فقط في حالة التعامل مع الأصناف المنقرضة. تعود جذور شجرة عائلة الطيور إلى الديناصورات، مع وجود العديد من المجموعات المنقرضة قبل الوصول إلى آخر سلف مشترك للطيور والتمساحيات. ومنه يجب أن يُرى المصطلح «مجموعة شقيقة» على أنه مصطلح نسبي ويتم التنبيه إلى أن المجموعة الشقيقة هي أقرب قريب بين المجموعات/الأنواع/ النماذج التي شملتها الاختبارات فقط.